# ایواکو (واشینگتن)
ایواکو (به انگلیسی: Ilwaco) شهری در شهرستان پاسیفیک ایالت واشنگتن است که در سرشماری سال ۲۰۱۰ میلادی، ۹۳۶ نفر جمعیت داشته است.